# 松嫩贝格
松嫩贝格（德語：Sonnenberg）是德国勃兰登堡州的一个市镇，隶属于上哈弗尔县。总面积为50.56平方千米，截至2020年总人口为831人。